# Jumirim (ort)
Jumirim är en ort i Brasilien.   Den ligger i kommunen Jumirim och delstaten São Paulo, i den sydöstra delen av landet, 800 km söder om huvudstaden Brasília. Jumirim ligger 568 meter över havet och antalet invånare är 2 801.
Terrängen runt Jumirim är huvudsakligen platt. Jumirim ligger uppe på en höjd.Runt Jumirim är det ganska tätbefolkat, med 207 invånare per kvadratkilometer.. Närmaste större samhälle är Pereiras, 19,6 km väster om Jumirim.
Omgivningarna runt Jumirim är huvudsakligen savann.